# Ульріх фон Тіппельскірх
Ульріх Мартін фон Тіппельскірх (нім. Ulrich Martin von Tippelskirch; 3 жовтня 1883, Екартсберга — 31 грудня 1967, Вертзе) — німецький офіцер, генерал-лейтенант люфтваффе.

## Біографія
Старший брат генерала піхоти Курта фон Тіппельскірха. 10 квітня 1902 року вступив на службу в кайзерліхмаріне. Учасник Першої світової війни. З 1 серпня 1914 року служив у батальйоні зв'язку військово-морської станції «Нордзе». З 29 квітня 1915 року — командир османського лінкора «Торгут Рейс», потім — крейсера «Гамідіє». З березня 1916 року — офіцер Адмірал-штабу і німецької військової місії в штабі 4-ї турецької армії. В липні повернувся в Німеччину і переданий в розпорядження військово-морської станції «Нордзе». З 1 вересня служив на верфях Вільгельмсгафена. З 1 листопада — 1-й ад'ютант коменданта фортеці Куксгафен. 24 листопада 1919 року звільнений у відставку.
З 1 грудня 1935 року — співробітник Імперського міністерства авіації, служив у штабі генерал-інспектора Ернста Удета. 1 квітня 1936 року вступив у люфтваффе. З 1 серпня 1936 року — консультант з питань поповнення і постачання Командного управління люфтваффе. З 1 червня 1937 року — квартирмейстер командування 1-ї, з 1 липня 1938 року — 17-ї авіаційної області, одночасно командир 17-ї авіаційної групи постачання. 
З 1 серпня 1939 року — обер-квартирмейстер 2-го повітряного флоту. З 1 березня 1941 року — командир 1-ї, з 11 листопада 1941 року —«Ростов», з 1 квітня 1943 року — 25-ї польової авіаційної групи постачання. З 7 червня 1943 року служив в штабі командування 25-ї повітряної області. 18 червня відправлений у резерв ОКЛ, 30 вересня звільнений у відставку і вийшов на пенсію.

## Сім'я
Був одружений, мав двох синів — Арміна і Гельмута.

## Звання
- Фенріх-цур-зее (22 квітня 1902)
- Лейтенант-цур-зее (29 вересня 1904)
- Оберлейтенант-цур-зее (30 березня 1916)
- Капітан-лейтенант (21 червня 1911)
- Корветтен-капітан запасу (24 листопада 1991)
- Майор (1 квітня 1936)
- Оберстлейтенант (1 жовтня 1937)
- Оберст (1 листопада 1939)
- Генерал-майор (1 листопада 1940)
- Генерал-лейтенант (1 квітня 1943)

## Нагороди
- Залізний хрест 2-го і 1-го класу
- Подяка від віце-адмірала Вільгельма Сушона за встановлення мінного загородження, завдяки якому 4 вересня 1915 року екіпаж підводного човна SM UB-14 під командування обер-лейтенанта-цур-зее Гайно фон Гаймбурга потопив британський підводний човен HMS E7.
- Медаль крейсера «Гамідіє»
- Ганзейський Хрест (Гамбург; 1917)
- Хрест «За вислугу років» (Пруссія) (1920)
- Право на носіння форми корветтен-капітана
- Почесний хрест ветерана війни з мечами (1935)
- Медаль «За вислугу років у Вермахті» 4-го, 3-го і 2-го класу (18 років; 1936)
- Медаль «У пам'ять 13 березня 1938 року»
- Медаль «У пам'ять 1 жовтня 1938»
- Застібка до Залізного хреста 2-го і 1-го класу